# Societat Danesa de Concerts
La Societat Danesa de Concerts va ser una organització musical danesa fundada el 1901 a Copenhaguen amb l'objectiu d'interpretar obres musicals daneses d'èpoques recents i anteriors, especialment obres més grans que no tenien cap perspectiva de ser interpretades d'una altra manera.
Gustav Helsted va ser el president des de la fundació de l'associació. Els directors permanents van ser Victor Bendix, Georg Høeberg i Louis Glass. El 1933, l'associació es va fusionar amb l'Associació de Joves Músics.